# Danh sách nhân vật trong Hiệp khách giang hồ
Bài viết này nói về các nhân vật trong truyện tranh võ hiệp dài tập của Hàn Quốc có tên Hiệp Khách Giang Hồ của các tác giả Jeon Keuk Jin và Yang Jae Hyun sáng tác năm 1994, cho đến nay bộ truyện vẫn chưa kết thúc. Các nhân vật này thường thuộc một bang phái nhất định. Tên riêng sử dụng trong bài viết này được trích trong bản dịch của Nhà xuất bản Kim Đồng.

### Hàn Bảo Quân
Bản dịch mới là Hàn Phi Quang, là nhân vật nam chính của bộ truyện. Anh là đệ tử thứ sáu của Thiên Ma Thần Quân và là hậu duệ của Kiếm Ma. Hàn Bảo Quân sỡ hữu khinh công thượng thừa và nội công thâm hậu do mang dòng máu Kiếm Ma trong người. Cũng vì dòng máu này mà anh có khả năng sử dụng một loại võ công bí ẩn tên là Hấp Khí Công, có thể hút nội công của kẻ khác qua tiếp xúc, đã nhiều lần cứu anh trong lúc nguy cấp. Hơn nữa, Hàn Bảo Quân là một thiên tài võ học với khả năng chỉ cần nhìn người khác khai triển võ công một lần là có thể bắt chước theo được ngay. Thiên Ma Thần Quân đã sớm nhìn ra được điều này và ưu ái trao cho anh báu vật của ông là Hỏa Long Đao - một trong Bát Đại Kỳ Bảo.
Tuy nhiên Hàn Bảo Quân vốn không ưa chuyện chém giết và lại háo sắc, vì vậy ban đầu anh không biết môn võ nào thực sự. Anh thích tự do tự tại nên thường ngao du trêu hoa ghẹo nguyệt chứ không chịu ở lại Thiên Mã Cung luyện võ. Trong một lần như thế Hàn Bảo Quân đã gặp Đàm Hoa Liên và phải lòng cô từ đó. Anh đã thề sẽ bảo vệ người mà anh yêu thương nhất là Đàm Hoa Liên đến cùng. Trong thời gian ban đầu, Hàn Bảo Quân chủ yếu dựa vào khinh công hơn người để né đòn và bỏ chạy. Tuy nhiên trong quá trình hành tẩu giang hồ cùng Đàm Hoa Liên, anh được học rất nhiều các loại võ công trong Võ Lâm, từ chính phái đến tà phái và cả võ công ngoại đạo. Lúc thì anh nhìn bắt chước người ta, lúc thì được những bậc cao thủ như Đao Đế hay Quái Cái truyền thụ. Sau này những võ công này được Bảo Quân kết hợp sử dụng rất hiệu quả, dần trở thành một cao thủ võ lâm.

### Đàm Hoa Liên
Là nhân vật nữ chính của chuyện. Đàm Hoa Liên là cháu gái của Kiếm Vương Đại Nhân, được ông truyền thụ lại Phục Ma Hoa Linh Kiếm, một trong Bát Đại Kỳ Bảo. Sau khi Kiếm Vương đột ngột bỏ đi, Hoa Liên quyết định lên đường tìm ông nội. Trong lúc hành tẩu giang hồ đã gặp gỡ được Hàn Bảo Quân, anh nhanh chóng bị hớp hồn với vẻ đẹp chim sa cá lặn của cô ( lúc đầu không biết cô cải trang thành nam nhi), hai người bắt đầu nảy sinh tình cảm và sát cánh cùng nhau trong hành trình tìm Kiếm Vương. Hoa Liên vốn không có nội lực mạnh nhưng được học võ công bài bản từ nhỏ và lại là một cô gái thông minh nên khi lâm trận cô biết cách tùy cơ ứng biến, gây ra nhiều khó khăn cho đối phương dù đối phương trên cơ cô rất nhiều. Khi tình cảm của cô và Bảo Quân càng sâu đậm cô càng muốn đi theo hỗ trợ anh, nhưng lại tự ti và cảm thấy mình là gánh nặng của anh. Với lòng khát khao được mạnh mẽ hơn, cô đã đánh thức được Bá Vương Quỷ Diện Giáp - một trong Bát Đại Kỳ Bảo. Thần vật đã giúp Hoa Liên có được một nguồn nội lực dồi dào.
Một trong hai thế lực chính của Võ Lâm Trung Nguyên đương thời, đối nghịch với Chính Phái. Lịch sử hai phe Chính - Tà là những cuộc giao tranh đẫm máu.

## Hắc Phong Hội
Là bang phái chí tôn của Tà Phái, uy thế bao trùm rộng khắp. Nổi tiếng với sự kỷ luật tuyệt đối.

### Thiên Ma Thần Quân
Có bản dịch là Thiên Mã Tướng Quân, là bang chủ của Hắc Phong Hội. Ông được coi là người đứng đầu phái Tà Phái với bộ tuyệt kỹ Thiên Ma Thần Công,ôm hoài bão thống nhất Võ Lâm Trung Nguyên. Ông đã gây dựng nên một Hắc Phong Hội lừng lẫy từ một đám thanh niên ô hợp trộm cắp và đòi nợ thuê - những kẻ thường xuyên bị chà đạp và coi thường bởi Chính Phái. Nhờ đó mà sau vài chục năm, Hắc Phong Hội trở thành thế lực hùng mạnh, chiếm 40% lực lượng Võ Lâm Trung Nguyên.  Ông có mối quan hệ khá thân thiết với Kiếm Vương (người đứng đầu Chính Phái). Khi cháu gái của Kiếm Vương đại nhân là Đàm Hoa Liên bị trọng thương, không quản chính tà, ông đã tặng cho cô Trường Bạch Sơn Sâm. Nhờ thế cô thoát chết khi bị dính phải Bạch Băng Thần Chưởng và khai thông nội công của bản thân. Với mục tiêu thống nhất Trung Nguyên nên đã có nhiều cuộc chiến Chính - Tà xảy ra, đỉnh điểm là cuộc chiến của Hắc Phong Hội với Tống Võ Môn. Nhận ra rằng mọi thứ là chưa đủ nên ông tiếp tục củng cố nội bộ và thu nạp đồ đệ. Ông có tất cả sáu người đệ tử, đều là những người xuất chúng do chính tay ông huấn luyện.
Điều đặc biệt, TMTQ chính là truyền nhân của Bảo Vân Kết, anh hùng đã từng đánh bại Tử Hà Ma Thần hơn 100 năm về trước. Như vậy, sức mạnh thực sự của TMTQ có thể vượt xa Ngũ Tuyệt ( điều này cuối cùng đã được chứng minh là đúng ở trận chiến thần địa )

### Bách Khương
Có bản dịch là Bạch Cương, là đại đệ tử của Thiên Ma Thần Quân. Ông là hậu duệ của Hoàn Tổng và từng là 1 trong 2 người lọt vào trận chung kết tranh chức chi chủ Thần Địa. Ông đã âm thầm giúp đỡ Bảo Quân tăng thêm sức mạnh trong lối vào Thần Địa và cứu Bảo Quân, Diệu Yến và Hoa Liên thoát khỏi tay Chủ Tướng của Chủ Tướng Thần Địa.
Với khả năng sử dụng khí hoàn hảo, Bách Khương có sức mạnh ko hề kém cạnh Ngũ Tuyệt.

### Đô Quyết Thiên
Có bản dịch là Đào Nguyệt Thiên,được cho là người nắm giữ khí bảo thứ 8 (nhật nguyệt thủy song luân) thứ có thể khắc chế cả thần vật hoả long đao của sư phụ, đệ tử thứ hai của Thiên Ma Thần Quân. Là một trụ cột của Hắc Phong Hội, mỗi khi có đại sự thì đều ông ta lo liệu cả. Bề ngoài ôn hòa, hiền lành tuy nhiên ông ta lại là một người quỷ quyệt, âm mưu tạo phản và cấu kết với Thần Địa. Cả thực lực lẫn mưu mô đều rất đáng sợ.Sau này ông đã tạo phản khi đến Thần Địa và giúp chủ tướng là Kiếm Ma chinh phạt võ lâm trung nguyên. Quá khứ, nội tâm nhân vật này vẫn còn chưa hé lộ hết.

### Dân Bách Phong
Bản mới dịch là Chân Bách Phong, đệ tử thứ ba của Thiên Ma Thần Quân,sở hữu Thiên Ma Thần Công và Đạn Chỉ Thần Công, biệt hiệu "Huyết Vũ Hoàn". Cậu mắc phải Thiên Âm Cửu Tuyệt Mạch, đáng ra chỉ sống được đến năm 7 tuổi nhưng nhờ có ý chí nên đã sống tiếp được nên sau đó đã được Thiên Mã Tướng Quân nhận làm đệ tử. Cậu được Thiên Ma Thần Quân cứu sống trong một lần ông đi thị sát ở vùng đất Chính Phái từ đó cậu từ biệt quê hương và người thân để theo Tướng Quân. Tuy nhiên một môn phái thuộc Chính Phái biết được điều này, tìm về quê cậu truy tìm tung tích đã ra tay tàn sát làng quê, giết hại người bạn gái của cậu. Điều này đã khiến môn phái đó bị Bách Phong thảm sát và sự thù hận của Bách Phong với Chính Phái cũng càng trở nên sâu sắc. Sự kiện này có lẽ cũng khiến Bách Phong có những suy nghĩ lệch lạc khi trưởng thành. Trở thành kẻ giết người không chớp mắt, lấy giết chóc làm thú vui. Tuy võ công lợi hại, Thiên Âm Cửu Tuyệt Mạch trong người lại khiến Dân Bách Phong chịu nhiều đau đớn và xuống sức rất nhanh trong giao chiến
Trên đường tấn công Tống Võ Môn, Bách Phong một mình ra tay tiêu diệt môn phái Đại Đô Môn của Diệu Yến. Trong trận đụng độ với Đàm Hoa Liên tại Tống Võ Môn, cô đã làm cho Dân Bách Phong nhớ lại kí ức về người bạn gái năm xưa của cậu-Huệ Hoa và có chút rung động với Hoa Liên. Điều này khiến Bách Phong ít nhiều thảy đổi bản tính độc ác của mình. Với độc chiêu Đạn Chỉ Thần Công, Dân Bách Phong là nỗi ám ảnh kinh hoàng đối với ai phải giáp mặt cậu. Bách Phong được Thiên Ma Thần Quân ra lệnh âm thầm hộ tống Phích Lịch Tử trên đường đến Thần Địa trợ giúp cho Hắc Phong Hội đang ở đây. Một mình Bách Phong đã trấn áp hoàn toàn quân đội Thần Địa, khiến thế cục trận chiến đảo chiều, giúp cho liên quân Chính - Tà có thể rút binh khỏi sự truy kích của Thần Địa. Cũng trong sự kiện này mà cậu giáp mặt Diệu Yến và nảy sinh tình cảm với cô ở đây, dù vậy với cá tính của mình, lúc đầu anh không muốn thể hiện điều đó ra, nhưng có mấy ai là người bình thường khi yêu, càng che giấu mọi người xung quanh càng nhận thấy điều đó rõ ràng, cuối cùng dần dần anh đã bị Diệu Yến khuất phục hoàn toàn ( bướng với nóc nhà sao được :D)

### Âu Huy
Bản khác tên là Chiêu Vân Hiến, là đệ tử thứ tư của Thiên Ma Thần Quân. Âu Huy thường xuyên ghen tị với Hàn Bảo Quân do không được sư phụ ưu ái bằng. Hắn từng tìm cách hãm hại Bảo Quân nhưng không thành.
Và bị tác giả quên luôn không đề cập tới :))

### Chu Xuân Hy
Đệ tử thứ năm của Thiên Ma Thần Quân. Tuy nhỏ tuổi hơn Hàn Bảo Quân nhưng lại theo học Thiên Ma Thần Quân được 10 năm nên trở thành sư huynh của Bảo Quân. Không như những những vị sư huynh còn lại, Chu Xuân Hy là một người tốt bụng và có quan hệ tốt với Bảo Quân. Chu Xuân Hy có dáng vẻ bề ngoài và tính cách rất giống con gái, cậu ăn mặc giống nữ nhi và rất thích thều thùa. Nhưng những lúc nguy cấp Chu Xuân Hy đã chứng tỏ được bản lĩnh võ công cao cường của mình. Hiện vẫn chưa xuất hiện tại trận chiến thần địa.

## Đội biệt kích Hắc Phong Hội
Lực lượng của Hắc Phong Hội hiện tại được chia thành các đội biệt kích, mỗi đội biệt kích do một đội trưởng đứng đầu. Mỗi đệ tử được một đội biệt kích bảo vệ và hỗ trợ, riêng đội biệt kích số 4 gồm những cao thủ đeo mặt nạ là đội biệt kích nguy hiểm nhất, được di chuyển tự do và tuân theo sự lãnh đạo trực tiếp của Thiên Ma Thần Quân. Ngoài các đội trưởng đội biệt kích dưới trướng thì Thiên Ma Thần Quân còn có 2 hộ vệ mà sau này trở thành trưởng lão của Thiên Ma Thần Quân đó là "Vô Tình Đao" Độc Cô Quyết và "Cuồng Hồn Song Kiếm" Hoàng Bảo Ưng.

### Nam Trung Bảo
Đội trưởng đội biệt kích số 3, bảo vệ và hỗ trợ Dân Bách Phong.

### Duy Huấn
Đội trưởng đội biệt kích số 4. Một trong những người trụ cột đã giúp đỡ Thiên Ma Thần Quân gây dựng lại Hắc Phong Hội.
Duy Huấn từng là đệ tử của Đao đế Văn Tình Hậu.

### Đông Quy
Đội trưởng đội biệt kích số 5, bảo vệ và hỗ trợ Âu Huy.

### Nam Cung Hiền Bái
Đội trưởng đội biệt kích số 6, hỗ trợ và bảo vệ Chu Xuân Hy.

### Hưng Quân
Đội trưởng đội biệt kích số 7, hỗ trợ và bảo vệ Hàn Bảo Quân. Hưng Quân là bạn thân của Hắc Ưu, chính Hưng Quân là người đã thuyết phục Thiên Ma Thần Quân xóa tội cho Hắc Ưu và cho phép hắn được trở lại Hắc Phong Hội.

## Du Sơn Bang
Là một môn phái nhỏ trong Tà Phái.

### Lý Sư Sư
Có bản dịch là Sy Liên, là bang chủ của Du Sơn Bang. Là một mỹ nhân, có khả năng điều khiển một đàn rắn độc khi lâm trận. Cô cũng là người con gái khiến Hắc Ưu rời bỏ Hắc Phong Hội. Sau này do trúng Bạch lược than của Tống Võ Môn mà chết.

### Lý Xuân Nương
Có bản dịch là Sy Huy, em gái của Lý Sư Sư, bang chủ kế nhiệm của Du Sơn Bang. Cô được Thiên Vân Đắc công tử cầu hôn nhưng cô đã từ chối do thầm yêu Bá Huấn. Cô là một người chung tình, sắc sảo và khảng khái. Có mối quan hệ tốt với Bảo Quân.

### Bá Huấn
Thuộc hạ trung thành của Du Sơn Bang. Thầm yêu môn chủ Lý Sư Sư nhưng không được đáp lại. Anh cũng từng hứa với Lý Xuân Nương sẽ bảo vệ cô. Cũng như Lý Xuân Nương, anh là một có quan hệ tốt với Bảo Quân.

## Các nhân vật khác thuộc Tà Phái

### Kim Sơn Độc Nhãn Hắc Ưu
Có bản dịch là Chấn Thường Bất. Vốn là một cao thủ của Hắc Phong Hội, tuy nhiên sau khi phải lòng một cô gái, hắn đã theo đuổi hạnh phúc gia đình viển vông mà từ bỏ lý tưởng cao đẹp của bang phái, rời bỏ Hắc Phong Hội. Cũng chính vì lẽ đó mà sau này hắn vô cùng hối hận. Tuy nhiên trước khi chết, Hắc Ưu vẫn được Thiên Ma Thần Quân đồng ý tha lỗi và cho quay trở lại Hắc Phong Hội.

### Hoắc Kim
Có bản dịch là Quách Chấn Hiền, môn chủ của phái Hổ Xám. Ông sở hữu Tử Hà Thần Công, món võ công từng được coi là có thiên hạ đệ nhất, có thể sánh ngang với Thiên Ma Thần Công. Ông bị môn chủ của Huyễn Ảnh Môn đóng giả và bắt giam để khai thác võ công.

### Diệp Mẫn Thiên
Môn chủ Huyền ảnh môn, ông bắt giam và giả mạo môn chủ phái Hổ Xám nhằm có được Tử Hà Thần Công
Khác với Tá Phái, quyền lực Chính Phái có sự phân tán cao hơn chứ không tập trung vào một bang phái nào.

## Thiên Hạ Ngũ Tuyệt
Ngũ đại cao thủ của Chính Phái, bao gồm: Kiếm Hoàng (Đàm Thân Du), Đao Đế (Văn Tinh Hào), Quái Cái (Bạch Lợi Sư Hữu), Dược Tiên (Thiên Lưu Hiên), Thần Công. Các cao thủ này đều đã cao tuổi. Ngày xưa 5 đại cao thủ này hợp sức lại mới đánh bại được Kiếm Ma.

### Đàm Thân Du
Là nhất đại cao thủ trung nguyên sử dụng kiếm biệt hiệu "Kiếm Hoàng" Ông nội của Đàm Hoa Liên. Sở hữu Trường Bạch Kiếm Quyết và tuyệt kỹ Tiềm Long Đăng Thiên, ông là một trong năm vị công thần của Hoàng Triều. Ông còn là bằng hữu của Thiên Ma Thần Quân. Là môn chủ của Huyền Vũ Môn, môn phái đứng đầu Chính Phái, nhưng sau đó đã lui về ở ẩn ở núi Trường Bạch, các thuộc hạ cũng theo về núi tạo nên những ngôi làng xung quanh và lập các kiếm đường dạy kiếm thuật. Giang hồ đồn đại rằng có một trận quyết đấu nổ ra giữa ông và Thiên Ma Thần Quân tuy nhiên chưa ai hiểu rõ mục đích của trận chiến này. Về sau ông đột nhiên mất tích một cách khó hiểu và nhận nhiệm vụ mới đó là "trấn giữ cửa khẩu giữa Thần địa và Trung Nguyên".
Trong trận chiến với Thần Địa, ông liên tiếp đối chiến với chi chủ và "Thần Địa Đệ Nhị Nhân" Mặc Lĩnh.

### Thiên Lưu Hiên
Là đệ nhất cao thủ trung nguyên sử dụng khí công trị thương và chưởng pháp, biệt hiệu "Dược Tiên",sở hữu Bích Tà Thần Công, Huyễn Phụng Túng Vân Công và tuyệt kỹ Bích Tà Phá Diệt Chưởng Môn chủ của Thạch Phong Môn (Bích Phong Môn), là ông của Thiên Vân Đắc. Tài năng của ông được cho là có thể đưa người từ cõi chết trở về. Trong một lần tình cờ bắt mạch ông đã phát hiện ra dòng máu Kiếm Ma trong người Hàn Bảo Quân.

### Văn Tình Hậu
Có bản dịch Văn Tinh Hào. Là đệ nhất cao thủ trung nguyên sử dụng đao, biệt hiệu "Đao Đế",sở hữu tuyệt kỹ Toàn Phong Như Ý Đao, tài năng của ông được sánh ngang với "Kiếm Hoàng" Đàm Thân Du, Bang chủ Hắc Sơn Phái. Mang theo Long Phi Đao, người đời còn gọi ông là Long Phi Bất Bại. Khi gặp Hàn Bảo Quân, nhận thấy cậu có tiềm lực, Đao Đế đã đề nghị Bảo Quân làm đệ tử rồi cùng mình quay về Hắc Sơn Phái. Ông cũng chính là người dạy Bảo Quân những ngón võ cơ bản, đầu tiên. Tuy nhiên do không thích sự gò bó, ràng buộc nên Hàn Bảo Quân đã từ chối lời đề nghị này. Tuy nhiên Đao Đế là một người cương trực, dù biết Bảo Quân là người của tà phái nhưng vẫn giúp cậu giữ bí mật thân thế khi đang trong địa phận của Chính Phái.

### Bạch Lợi Sư Hữu
Là đệ nhất cao thủ trung nguyên sử dụng quyền và cước, biệt hiệu "Quái Cái", sở hữu Cực Thuần Thâm Thiên Công và tuyệt kỹ lừng danh Bách Liệt Quyền Phong Nha. Ông từng là Minh chủ của Tam Đa Môn, tập hợp ba môn phái lẫy lừng vốn thuộc Chính Phái. Sau vì đầu hàng Thiên Ma Thần Quân mà ông phải lưu lạc giang hồ trở thành khất cái. Quái Cái được miêu tả là một con người tuyệt đỉnh thông minh. Cộng với vẻ đẹp khôi ngô tuấn tú được miêu tả là hoàn hảo đến mức độ khó tin. Ông được mệnh danh là thiên hạ đệ nhất hào hoa phong lưu đa tình. Quái Cái nổi tiếng với tuyệt chiêu Bách Liệt Cuồng Phong và khuôn mặt trẻ mãi không già (Cực Thuần Thâm Thiên Công). Ông được Hàn Bảo Quân vô cùng kính trọng và đã truyền cho cậu toàn bộ võ công của mình. Tuy nhiên sau này ông bị người của Thần Địa sát hại.

### Thần Công
Người còn lại trong Thiên Hạ Ngũ Tuyệt. Do không thể học nội công một cách bài bản, nên chỉ có thể dựa vào các loại máy móc và vũ khí chế tạo được làm sức mạnh. Sau khi chứng kiến sức mạnh của Kiếm Ma và bị Tống Lợi, hay còn được gọi là Địa Thần Các Chủ, dụ dỗ rằng ông sẽ được học võ công của Kiếm Ma khi tham gia Thần Địa, Thần Công đã đi theo Thần Địa và được phong là Thần Miếu Các Chủ. Ông cũng là người chế tạo ra Kỷ Huấn Thiên, một cỗ máy có nhiệm vụ bảo vệ lối vào của Thần Địa mà ngay cả Kiếm Vương cũng không vượt qua được.

## Tống Võ Môn
Có thể coi là môn phái mạnh nhất trong Chính Phái hiện tại.

### Lưu Viên Tán
Bản khác có tên gọi là Đồng Thiết Cương,sở hữu Truy Nghĩa Huyền Ảnh Kiếm Pháp, là môn chủ của Tống Võ Môn. Sau cái chết của cha sau cuộc đối đầu giữa Chính Phái và Tà Phái, cậu bé Đồng Thiết Cương đã trở nên rắn rỏi, dốc hết sức mình luyện tập đến nỗi bàn tay bật máu rồi gục ngã, tuy nhiên vẫn có phần nóng vội và suy nghĩ có phần chưa thấu đáo. Khi lớn lên, để thể hiện sự trưởng thành cũng như với tham vọng muốn trẻ hóa môn phái, tập trung quyền lực, ông không cho các vị trưởng lão tham gia nhiều vào chuyện chính sự của môn phái. Sau cuộc chạm trán với Hàn Bảo Quân, Đồng môn chủ như trưởng thành hơn, nhờ Bá Vương Quỷ Diện Giáp (một trong Bát Đại Kỳ Bảo của Võ Lâm) tiếp thêm nội công, ông đã dốc hết sức mình và tập luyện thành công Truy Nghĩa Huyễn Ảnh Kiếm Pháp, được mệnh danh là Thiên Hạ Đệ Nhất Kiếm Thuật và là niềm tự hào của Tống Võ Môn. Cuộc tái đấu của Đồng Thiết Cương và Hàn Bảo Quân kết thúc với kết quả hòa đã cứu Tống Võ Môn thoát khỏi cuộc truy quét của Hắc Phong Hội. Sau này Đồng Thiết Cương trao lại bảo vật Bá Vương Quỷ Diện Giáp cho Đàm Hoa Liên vì lời khuyên của Dược Tiên.

### Lưu Thăng Bình
Em họ của Đồng Thiết Cương, đoàn chủ Ngụy Diện đoàn Tống Võ Môn. Khi lớn lên anh em có bất hòa, nội bộ lục đục, kẻ gian xúi bầy khiến Thăng Bình không tin tưởng Đồng môn chủ, cho rằng vì môn chủ mà Tống Võ Môn mới suy tàn. Sau này hiềm khích xóa bỏ, Lưu Thăng Bình và Lưu Viên Tán lại trở nên đoàn kết như xưa.

### Trương Kiến Quân
Kiếm Hồn quan chủ của Tống Võ Môn. Hắn là nội gián của Đô Quyết Thiên được gài vào Tống Võ Môn. Sau mọi âm mưu bị phá vỡ, hắn mới giở thủ đoạn uy hiếp Lưu Thăng Bình để lấy lòng Dân Bách Phong trong cuộc chinh phạt Tống Võ Môn, nhưng bị Dân Bách Phong giết chết vì tội "lanh chanh".

## Lục Đại Thần Long
Gồm 6 đại cao thủ trẻ tuổi, được kì vọng sẽ là hạt nhân lãnh đạo của Chính Phái sau này. Bốn người đã xuất hiện là Thiên Vân Đắc, Trấn Phái Vân, Y Hoa, Mã Thiên Huy. Hai người còn lại vẫn chưa lộ mặt.

### Thiên Vân Đắc
Tiểu môn chủ của Bích Phong Môn,sở hữu Bích Tà Thần Công và tuyệt kỹ Bích Tà Song Phụng Chưởng,là cháu đích tôn của "Dược Tiên" Thiên Lưu Hiên. Tinh thông võ nghệ nhưng hắn lại mắc phải tật háo sắc giống Hàn Bảo Quân. Ngoài ra còn mắc bệnh hoang tưởng thường hay tự khen mình và đã nhiều lần chạm trán với Hàn Bảo Quân. Vũ khí: Phiến.

### Trấn Bái Vân
Đệ tử của Đao Đế thuộc Hắc Sơn Phái. Phái Vân là bạn thuở nhỏ của Đàm Hoa Liên, từng hứa nếu Phái Vân đánh thắng nàng sẽ được lấy làm chồng. Vũ khí: Đại đao.

### Y Hoa
Tiểu thư của Yến Phi Gia, là một nữ cao thủ, có tình ý với Trấn Phái Vân. Vũ khí: Song kiếm.

### Mã Thiên Huy
Tiểu môn chủ của Thiên Cảnh Môn, biệt hiệu "Khoái Kiếm Long",sở hữu Vạn Hoa Kiếm Pháp. Đã từng hợp tác với Hàn Bảo Quân để đánh đuổi một nhóm Thần Địa ở Trung Nguyên. Vũ khí: Kiếm.

## Trường Bạch Sơn

### Ân Tích Ngưu
Tổng sư của các kiếm đường ở núi Trường Bạch và là người trung thành,tận tâm,tận tụy

### Quan Tuấn Hưng
Cựu trưởng lão Huyễn Ảnh môn, bị đuổi khỏi môn phái và được Kiếm Hoàng cứu giúp, cho ở tại hang núi Trường Bạch với nhiệm vụ thu thập thông tin từ chính phái, tà phái và Thần địa.

### Lưu Tư
Sư huynh của Đàm Hoa Liên (Đệ tử của Kiếm Vương). Lưu Tư là một người tốt bụng, tinh thông võ nghệ nhưng lại rút về làng quê hẻo lánh làm nghề gõ đầu trẻ. Lưu Tư chính là một trong những động lực khiến Hàn Bảo Quân học võ nghiêm chỉnh. Lưu Tư biết khinh công và võ công của Kiếm Ma do đã xem qua bí kíp võ công của Kiếm Ma, cũng từ đó dễ bị nhập ma đạo khi có máu và sát khí xung quanh.
Ma Kiếm Lang (Lưu Tư): Là đệ tử của Kiếm Vương, phụng lệnh Kiếm Vương xuống Trung Nguyên tìm cuốn bí kíp võ công của Kiếm Ma nhưng lại bị cuốn vào thứ võ công ma quái của Kiếm Ma, mất kiểm soát dẫn đến giết người hàng loạt, được giang hồ mệnh danh là Ma Kiếm Lang. Sau này bị bắt về Thần Địa và hành tung vẫn còn nhiều bí ẩn.Giờ đây Lưu Tư đã được Hoàn Tổng giúp làm sạch ma đạo và trải qua một đợt huấn luyện để giữ tâm trí trong sạch.Có vẻ như đã đạt đến một trình độ võ thuật vượt xa trước đây.

## Các nhận vật khác trong Chính Phái

### Tư Diệu Yến
Có bản dịch là Mai Du Tần, người của Đại Đô Môn. Cô sở hữu Huyền Vũ Phá Thiên Cung - một trong Bát Đại Kỳ Bảo. Cô đụng độ Hàn Bảo Quân vì nghi ngờ sau khi có tin đồn đệ tử Thiên Ma Thần Quân đã ra tay xóa sổ môn phái mình.
Sau này cô được công nhận là Cung tôn, từng có chút tình ý với Hàn Bảo Quân nhưng khi nhận ra tình cảm của anh với Hoa Liên thì đã từ bỏ, trong trận chiến ở Thần địa cũng nhận ra Dân Bách Phong có tình ý với mình. Tác giả cũng có ý đẩy thuyền cho cặp đôi này. 
Là một vùng đất bí ẩn ngoài Võ Lâm, với những loại võ công kì lạ và có âm mưu thống nhất cả Võ Lâm Trung Nguyên, do 8 tông phái kết hợp lại tạo nên. Mỗi tông phái lại tạo ra một thần vật của riêng mình mà giang hồ gọi là Bát Đại Kì Bảo. Sau này sau nhiều cuộc chiến nội bộ xem Kỳ Bảo nào là mạnh nhất ở Thần Địa, Thần Địa được thống nhất bởi Kiếm Tổng (người đứng đầu là Kiếm Tôn), Kiếm Tổng ra lệnh huỷ tất cả các Kỳ Bảo còn lại ngoại trừ Phục Ma Hoa Linh Kiếm (thần vật của Kiếm Tôn) nhưng không những không phá huỷ được Bát Đại Kỳ Bảo mà còn làm cho chúng bị lưu lạc ra ngoài Võ Lâm. Kiếm Tổng mưu đồ xâm lược Trung Nguyên tuy nhiên đã bị một người tên Bảo Vân Kết là chủ nhân của Hỏa Long Đao ngăn chặn và lập ra khế ước để giữ gìn trật tự Thần Địa với Trung Nguyên. Tương truyền rằng, người tập hợp được bốn trên Bát Đại Kỳ Bảo sẽ có được quyền thị sát Thần Địa .

### Tử Hà Ma Thần
Hay còn gọi là Bất Tử Chi Thể, từ một kẻ gần như tàn phế bước chân vào Thần Địa và được cho phép ở lại bởi khát khao truy cầu võ học của mình. Là 1 thiên tài võ học, chỉ mất 3 tháng để học hết các loại võ công Thần Địa được đúc kết suốt 300 năm, sáng tạo ra tử hà thần công và công pháp chiếm hữu cơ thể kẻ khác để sống tiếp, là kẻ cai quản thực sự (Thần Tướng) của Thần Địa. Người kế vị Thần Địa thực ra là một cao thủ được chọn ra để hắn nhập vào. Hiện tại thể xác của hắn là của Kiếm Ma. Tử Hà Ma Thần luôn khao khát chinh phạt Võ Lâm Trung Nguyên, tuy nhiên hắn án binh bất động nhiều năm do không thể chiếm đoạt được hoàn toàn thể xác của Kiếm Ma. Sau sự kiện Hàn Bảo Quân hội ngộ cha mẹ mình, hắn chính thức loại bỏ được linh hồn Kiếm Ma và độc chiếm hoàn toàn thể xác.Hắn chính là người đã điều khiển phòng Thần Khu và lấy sức mạnh từ đây.

### Kiếm Ma
Gần 20 năm trước, trên võ lâm xuất hiện một tên sát nhân vô cùng đáng sợ, không ai biết hắn từ đâu đến, chỉ biết nơi nào hắn đi qua thì không còn một ai sống sót, hắn là chủ nhân của Ma Linh Kiếm. Sau cuộc thảm sát võ lâm Kiếm Ma bị Thiên Hạ Ngũ Tuyệt truy sát tuy nhiên không giết được Kiếm Ma mà chỉ tước đoạt được vũ khí của hắn và Kiếm Vương là người giữ nó. Trong vòng 10 năm sau đó, Kiếm Ma hoàn toàn mất tích trên giang hồ. Hóa ra Kiếm Ma đã phải lòng một cô nương xinh đẹp tên là Hy Liên, quyết định rửa tay gác kiếm và cùng nàng đó kết duyên. Họ lui về sống ẩn dật và có với nhau một người con chính là Hàn Bảo Quân.
Tuy nhiên, nỗi oán hận Kiếm Ma để lại trên giang hồ là quá lớn, trong 10 năm đó các môn phái vẫn truy tìm hắn để trả thù và cuối cùng họ đã lần ra được. Chúng sử dụng thủ đoạn dùng vợ con của Kiếm Ma để không chế hắn, và một kẻ đã chém chết vợ ông. Tức giận bộc phát, Kiếm Ma hóa điên (giống cách Lưu Tứ bị sau này khi luyện võ công của Kiếm Ma) và đồ sát toàn bộ những kẻ đó. Kiếm Ma chỉ bình tĩnh lại khi nhìn thấy Bảo Quân. Biết rằng ngày nào ông còn bên cạnh con trai, ngày đó nó còn gặp nguy hiểm. Ông thay đổi ký ức của Bảo Quân về cha mẹ mình rồi bỏ đi cùng xác của Hy Liên.
Sau này người đứng đầu Thần Địa lộ mặt và thân thế của hắn chính là cha của Hàn Bảo Quân - Hàn Tương Hựu. Bản thân hắn là người thừa kế của Thần Địa, nhận mệnh lệnh thăm dò võ lâm. Sau sự kiện đó, vì muốn cứu vợ nên Kiếm Ma quay lại Thần Địa và giao dịch thể xác của mình cho hồn thần của Thần Địa là Bất Tử Chi Hồn. Hy Liên được cứu sống nhưng bị đóng băng lại. Còn thể xác Kiếm Ma thì phải chứa thêm cả hồn thần tuy nhiên hồn thần vẫn không thể chiếm hoàn toàn thể xác của Kiếm Ma do tình yêu lớn của hắn dành cho vợ và con trai.

### Hy Liên
Mẹ của Hàn Bảo Quân. Khi Kiếm Ma sát phạt võ lâm đã gặp và có tình cảm với Hy Liên, cũng vì Kiếm Ma mà bị đâm 1 kiếm. Được đưa về Thần Địa và "sống" trong băng trụ do giao dịch của Kiếm Ma với Tử Hà ma thần. Đã tan biến sau khi gặp được Bảo Quân  sau bao năm sống tạm trong băng.Có thể nói đây chính là nhân vật mấu chốt gây ra các sự việc của Kiếm Ma và ở Thần Địa.

### Tạ Âm Mẫn
Tước hiệu là Thiên Thần Các Chủ, truyền nhân chính thức của Kiếm tổng, là đại cao thủ đứng thứ 12 trong Thần Địa. Hắn đứng đầu Thiên Thần Các, cơ quan đầu não còn lại của Thần Địa bên cạnh Địa Thần Các của Tống Lợi. Cũng là một kẻ mưu mô xảo quyệt, hắn thậm chí còn trấn áp được Địa Thần Các. Giống như Tống Lợi, Tạ Âm Mẫn đã suy đoán được thân thế của Bảo Quân và muốn lợi dụng anh trong mưu đồ thăng tiến của hắn.

### Tống Lợi
Còn được gọi là Lão Quỷ, tước hiệu Địa Thần Các Chủ. Lão là một lão già vô cùng quỷ quyệt và là một đại cao thủ hạng thứ 20 của Thần Địa. Lão đứng đầu Địa Thần Các, một trong hai cơ quan đầu não của Thần Địa trong kế hoạch thôn tính Trung Nguyên. Dù mới chỉ nghi ngờ thân thế của Bảo Quân nhưng là người công khai ủng hộ Phong Nhiên công tử làm người kế tục Thần Địa nên quyết định mưu sát Bảo Quân trừ họa. Lão và Thiên Thần Các Chủ Tạ Âm Mẫn hình thành hai phe đối nghịch trong nội bộ Thần Địa. Đã chết sau khi bị Hàn Bảo Quân hút hết khí công.

### Phong Nhiên
"Thiếu Chủ Thần Địa " là con trai của Hàn Tương Hựu và Cát Lôi, được cho là anh em cùng cha khác mẹ, một số đặc điểm và tiềm năng giống với Hàn Bảo Quân.Giờ đây,anh đang cùng các bằng hữu chống lại chủ tướng và Thần Địa nhưng đã bị trọng thương bởi tâm kiếm mà Kiếm Ma đã cắm trong tim.

## Môn phái khác
Là bảy tông phái (gồm Đao-Cung-Thương-Âm-Khí-Thể Tông và Hình tông) trong Thần Địa, trong đó Đao Tổng không rõ ai đang đứng đầu. Do những luật lệ hà khắc khi Có Kiếm Tổng lên nắm quyền nên bề ngoài thành viên của những môn phái này tỏ ra không quan tâm đến tình hình Thần Địa.

### Hoàn Tôn
Tổng chủ của Hoàn Tổng, nơi xuất phát của Bá Vương Quỷ Diện Giáp, cũng là môn phái mạnh nhất sau khi Kiếm Tổng thống nhất Thần Địa. Tên thật Hoàn Tôn không rõ, là đại cao thủ sử dụng Khí, thứ hạng cũng không rõ. Ông đã âm thầm theo dõi tình hình của Thần Địa trong nhiều năm. Qua đó đã phán đoán chính xác về thân thế của Thần Tướng và Tử Hà Ma Thần. Dù biết trước sẽ chết nhưng ông vẫn đối mặt với Thần Tướng để cảnh báo Phong Nhiên. Ông bị Thần Tướng giết và hút nội lực cùng 6 vị tôn giả của 6 môn phái kia. Sự kiện này khiến Hoàn Tổng chính thức đoạn tuyệt với Thần Địa và trợ giúp Hàn Bảo Quân. Bách Khương trở thành Hoàn Tôn kế nhiệm.

### Kim Ngâu Hiên
Tổng chủ của Cung Tổng (Cung Tôn), nơi xuất phát của Huyền Vũ Phá Thiên Cung. Là đại cao thủ sử dụng Cung, thứ hạng chưa rõ. Ông bị Tử Hà Ma Thần giết và hút nội lực cùng 6 vị tôn giả của 6 môn phái kia. Sự kiện này khiến Cung Tổng đoạn tuyệt với Thần Địa và chọn Diệu Yến làm Cung Tôn.

### Thẩm Thiết Lộ
Tổng chủ của Âm Tổng (Âm Tôn), nơi xuất phát của Quái Danh Kiếm. Là đại cao thủ sử dụng Âm, thứ hạng chưa rõ. Ông bị Tử Hà Ma Thần giết và hút nội lực cùng 6 vị tôn giả của 6 môn phái kia.

### La Bích
Tổng chủ của Thương Tổng (Thương Tôn), nơi xuất phát của Truy Hồn Ngũ Tinh Giáo. Là đại cao thủ sử dụng Thương, thứ hạng chưa rõ. Ông bị Tử Hà Ma Thần giết và hút nội lực cùng 6 vị tôn giả của 6 môn phái kia.

### Hùng Lĩnh
Tổng chủ của Hình Tổng (Hình Tôn), giáo phái nghiên cứu nhục thể của con người, là nơi xuất phát của Hàn Ngọc Thần Trượng. Là đại cao có khả năng hồi phục, thứ hạng chưa rõ. Ông bị Tử Hà Ma Thần giết và hút nội lực cùng 6 vị tôn giả của 6 môn phái kia.

## Thiên Kiếm Đội
Là 10 đội quân tinh nhuệ của Thần Địa đặt dưới sự chỉ huy của Thập Đại Kiếm Tôn. Đến nay đã có tám trong số Thập Đại Kiếm Tôn ra mặt hoặc được nhắc đến.

### Lâm Thiết Quân
Biệt hiệu là Thiết Huyết Quỷ Kiếm, một cao thủ của Thần Địa, thứ hạng chưa rõ. Là một trong Thập Đại Kiếm Tôn, đội trưởng của Thiết Huyết Thiên Kiếm Đội. Dù là cao thủ nhưng hắn là một kẻ bình tĩnh, luôn đặt tính hiệu quả của công việc lên hàng đầu.

### Doãn Thượng Cơ
Biệt hiệu là Quỷ Diện Cuồng Giả, một cao thủ của Thần Địa, thứ hạng chưa rõ. Là một trong Thập Đại Kiếm Tôn, đội trưởng của một Thiên Kiếm Đội không rõ tên. Doãn Thượng Cơ và Thiên Kiếm Đội của hắn từng theo chân Tống Lợi đi tiêu diệt Kiếm Vương nhưng đã bị ông đánh cho tời bời.

### Hoa Ứng Thiên
Biệt hiệu là Phi Nguyệt Kiếm, một cao thủ của Thần Địa, thứ hạng chưa rõ. Là một trong Thập Đại Kiếm Tôn, đội trưởng của Phi Nguyệt Thiên Kiếm Đội. Là nhân vật ủng hộ phe Địa Thần Các và Phong Nhiên.

### La Thủy Nhiên
Biệt hiệu là Hoàn Lĩnh Yêu Ma, một cao thủ của Thần Địa, thứ hạng không rõ. Là một trong Thập Đại Kiếm Tôn, đội trưởng của Hoàn Lĩnh Thiên Kiếm Đội.

### Biện Thần
Biệt hiệu là Chấn Ưng Kiếm, một cao thủ của Thần Địa, thứ hạng không rõ. Là một trong Thập Đại Kiếm Tôn, đội trưởng của Chấn Ưng Thiên Kiếm Đội.

### Kì Tự Khởi
Biệt hiệu là Hổ Lâm Mãnh Quân, một cao thủ của Thần Địa, thứ hạng không rõ. Là một trong Thập Đại Kiếm Tôn, đội trưởng của Hổ Lâm Thiên Kiếm Đội.

### Cát Lôi
"Thần Địa Đệ Tam Nhân" biệt hiệu Thiên Âm Ma Nữ, tuyệt kỹ Âm Công. Là người tình cũ của Hàn Tương Hựu, mẫu thân "Thiếu Chủ Thần Địa" Phong Nhiên. Sau này đã chấp nhận hy sinh để đẩy tâm kiếm giúp Phong Nhiên.

### Mặc Lĩnh
"Thần Địa Đệ Nhị Nhân" biệt hiệu là Tuyệt Đại Nhất Kiếm, cao thủ số một trong Thập Đại Kiếm Tôn và đứng thứ hai Thần Địa, là quân át chủ bài của Thần Tướng. Là đội trưởng Tuyệt Đại Thiên Kiếm Đội, tuyệt kỹ Mặc Hồn Chi Khí.
Ông có tình cảm với Cát Lôi nhưng không bao giờ bày tỏ chính thức.

## Nhận vật khác trong Thần Địa

### Huyết Lôi
Một hậu duệ của Đao Tổng,sở hữu Ma Cương Đao Pháp và tuyệt kỹ Phiên Thiên Phúc Địa. Hắn được Kiếm Ma được giao nhiệm vụ đi lấy Hỏa Long Đao và Bức Ma Lãnh Kiếm từ Trung Nguyên về.

### Kim Gia Hiên
Là một cao thủ sử dụng Cung của Cung Tổng.

### Tử Chiêu
Tên khác Giả Đam, biệt hiệu Ám Thiên Nhất Kiếm. Là đại cao thủ đứng thứ 18 trong Thần Địa, sở hữu Quỷ Vong Kiếm - một trong Bát Đại Kỳ Bảo. Hắn là kẻ được Thần Địa cài vào trong âm mưu triệt hạ Đông Lĩnh của Tống Lợi. Cuối cùng bị Bảo Quân với sự giúp đỡ từ Nữ Thần đánh bại.

### Quản Âm Minh
Biệt hiệu Vô Ngân Tiềm Ảnh, là cao thủ đứng thứ 19 của Thần Địa, có khả năng ẩn khí siêu việt, tuyệt kỹ Biến Thể thay đổi hình dáng. Hắn là đồng mình thân cận của với Tống Lợi và Địa Thần Các. Trong lần đụng đọ Bảo Quân hắn bị anh trấn áp một cách dễ dàng.

### Nguyệt Linh
Là cao thủ của Thần Địa. Cô có khả năng sử dụng ám khí và bùa chú, thân thủ biến hóa khôn lường. Là gián điệp trong chính nội bộ Thần Địa của Hoàn Tôn.

### Gia Sơn Phong
Nhiệm vụ của hắn và đồng bọn là tìm ra sách ghi lại bí kíp võ công và hậu duệ của Kiếm Ma. Hắn có tham vọng trở thành cao thủ lừng danh võ lâm như Kiếm Ma, cuối cùng bị Lưu Tư khi bị Ma Linh Kiếm khống chế giết chết.

### Bạch Lợi Hương
Con trai của Quái Cái, hai người thất lạc nhau khi Thiên Ma Thần Quân và Hắc Phong Hội tấn công Tam Đa Môn (vốn là môn phái của Quái Cái), sau đó lưu lạc đến Thần Địa trở thành tay sai. Cũng sở hữu công phu giống cha mình, Bạch Lợi Hương có vẻ ngoài vô cùng trẻ trung dù đã ngoài 70 tuổi. Sau này bị tan biến vì ma lực của Hoa linh kiếm.

### Bảo Vân Kết
Người đã chặn cuộc xâm lược của Kiếm Tổng vào trung nguyên hơn 100 năm trước. Bảo Vân Kết là người được Hỏa Long Đao nhận làm chủ nhân và có một khế ước bí mật với Kiếm Tổng để giữ gìn trật tự Thần Địa với Trung Nguyên. Bảo Quân được cho là người tiếp theo thực hiện khế ước với Thần Địa.

## Bắc Hải Băng Cung
Đoàn Uy Chính: có bản dịch là Đoàn Ngâu Hiến, Thủ lĩnh của Bắc Hải Băng Cung. Võ công tuyệt kỹ là Bách Băng Thần Chưởng có khả năng biến người khác thành cục đá vô phương cứu chữa. Đàm Hoa Liên đã từng dính chưởng này nhưng do vô tình ăn Trường Bạch Sơn Sâm mà còn sống sót.
"Yêu Huyết Ma Hoa" Phù Dung: Con gái của Đoàn Uy Chính. Cô là một kẻ láu cá, thường hay tương tư Đàm Hoa Liên do không biết cô là con gái. Là oan gia của Hàn Bảo Quân.

## Tây Mạc Ma Tộc
Thủ lĩnh: Cát Lôi (Thần Địa)
Tú Lệ: Thuộc tộc ma nhân. Cô là thuộc hạ của Huyễn Ảnh môn chủ, được giao nhiệm vụ thâm nhập vào thung lũng Hổ Xám và tìm bí mật về Tử Hà Thần Công. Tuổi thơ cô là một chuỗi những ngày chết chóc, khi lớn lên, tất cả mọi việc cô làm chỉ là vì cưỡng chế. Vì sự sống còn của gia đình mình, cô đành phải nhắm mắt đưa chân. Khi thâm nhập vào phái Hổ Xám, cô đã phải lòng Hoắc môn chủ. Trước khi chết, Tú Kha đã cầu xin Hoắc môn chủ cho được chôn cất tại thung lũng Hổ Xám và được ông chấp thuận.

## Nam Lâm Dã Thú Tộc
Cang Kim Báo: Nam Lâm Dã Thú Đại Vương, cao thủ sở trường ngoại công với tuyệt kỹ Thiên Cân Truỵ, thường chiến đấu trên lưng Thiên Địa hổ. Tuy nhiên trong lần giao đấu với Chu Xuân Hy, ông đã buộc lòng phải xuống lưng hổ. Không chỉ giỏi mỗi ngoại công như mọi người nghĩ, nội công của ông ta cũng rất khá.
Tiểu Hương: Con gái của Cang Kim Báo. Cô bé từng thuộc Du Sơn Bang. Do một số chuyện hiểu nhầm mà cô bé đã nhất quyết nhận Hàn Bảo Quân làm chồng. Đi theo thường có báo gấm và đại bàng, cô bé là một người khá mạnh mẽ và hơi dữ dằn. Sau một thời gian tiếp xúc, cô đã phải lòng Chu Xuân Hy.

## Đông Lĩnh
Sát Tinh: Người được giao nhiệm vụ trông giữ Thần Điện của Đông Lĩnh. Các Sát Tinh trước đều là nữ cho đến khi chức vụ này được giao cho Tử Hào.
Tử Hào: Tử Hào là em trai của Tử Kim - bang chủ của Điểm Phu Phái, một bang phái nhỏ trong Tà Phái. Tử Hào có biệt danh là Trấn Phong Lang, là chủ nhân của Truy Hồn Ngũ Tinh Giáo (một trong Bát Đại Kỳ Bảo của Võ Lâm). Tử Hào là một trong những nhân vật tiên phong của Tà Phái, từng được Thiên Ma Thần Quân cứu sống, từng từ chối lời mời gia nhập Hắc Phong Hội của Thiên Ma Thần Quân (vì Tử Hào muốn trở thành một trong các đệ tử của Thiên Ma). Hiền Bái nhận xét Tử Hào là nhân tài 100 năm xuất hiện 1 lần. Anh trai của Tử Hào bị Diệp Mẫn Thiên (môn chủ Huyễn Ảnh Môn) giết chết khi đang trên đường tới Hổ Huyệt Cốc để bái phỏng đệ tử của Thiên Mã Tướng Quân nhằm đổ tội cho đệ tử của Thiên Mã Tướng Quân để gây nên xích mích giữa Tử Hào và Hắc Phong Hội. Sau cái chết của anh và sự việc ở thung lũng Hổ Xám kết thúc, cậu đã lên đường cùng Ngũ Tinh Giáo đi tìm Thần Địa. Khi gặp lại Bảo Quân ở Đông Lãnh, cậu đã trở thành một cao thủ gần ngang ngửa Bảo Quân, và là Sát Tinh của Đông Lĩnh, đứng đầu Đông Lĩnh Thất Tuyệt. Lực lượng của cậu cũng thường xuyên chống lại Thần Địa do vị trí của Đông Lĩnh gần với Thần Địa.
Khâu Lương Hậu: Một trong "Đông Lĩnh Thất Tuyệt", sử dụng mũi tên làm vũ khí có tên "Đả Căn".
Ưng Mộc, Quốc Doanh Bạch, Mao Trung Kiếm, Tư Yếu Hắc, Ngô Hữu Đại, Phan Trực: các Đông Lĩnh Thất Tuyệt còn lại.
Mĩ Cao: Cháu của Sát Tinh đời trước, được Đông Lĩnh suy tôn là Thần Nữ, có khả năng chữa lành mọi vết thương, cô cũng là người đang nắm trong tay một trong Bát Đại Kỳ Bảo của Võ Lâm có tính chất hồi phục - Hàn Ngọc Thần Trượng.

### Phích Lịch Tử
Có bản dịch là Bạch Lược Tử, vua thuốc nổ, là người phát minh ra Phích Lịch Đạn - một vũ khí cấm trong cuộc chiến giữa Chính Phái và Tà Phái. Vốn là một người bình thường, không dính dáng đến võ lâm. Vì những cuộc chiến của các môn phái mà ông mất đi người thân, khiến cho ông căm thù tất cả những người trong võ lâm. Ông tự nhốt mình ngày đêm nghiên cứu chế tạo chất nổ, với ý định dùng nó thay cho đao kiếm để trả thù. Do tiếp xúc nhiều với hóa chất mà tâm tính có nhiều thay đổi, trở nên điên điên khùng khùng, ngoại hình cũng từ đó mà thấp bé hẳn đi.

### Bạch Vô Hồn
Vốn là một kẻ đâm thuê chém mướn thuộc Địa Ngục Môn - nơi sẵn sàng chấp nhận giết bất kỳ ai chỉ cần có tiền. Tuy nhiên Bạch Vô Hồn lại rất mềm mỏng với phụ nữ và trẻ con vì vậy anh đã rút khỏi Địa Ngục Môn.

### Liên Vân
Nữ thợ săn, tôn chỉ làm việc là tiền bạc là trên hết